# Macromitrium ovale
Macromitrium ovale är en bladmossart som beskrevs av Mitten 1869. Macromitrium ovale ingår i släktet Macromitrium och familjen Orthotrichaceae. Inga underarter finns listade i Catalogue of Life.